# Водяна сосонка ланцетолиста
Водяна сосонка ланцетолиста (Hippuris lanceolata) — вид трав'янистих рослин родини подорожникові (Plantaginaceae), поширений в арктичних та північних бореальних зонах.

## Опис
Багаторічна, довговічна рослина. Настилоформуюча трава з подовженою, сильно розгалуженою, горизонтальною системою кореневищ і прямостійними пагонами 5–20 см. 4–6 найнижчих колотівок зі зменшеним листям. Листки 5–10 × 1–2 мм, цілі, без черешків, лінійні або злегка звужені, тупі або підгострі, від зеленого до темно-зеленого кольору. Зовні колос з сидячими квітами в кожній пазусі листа в середній і верхній частинах паростків. Квіти двостатеві, пелюстки відсутні. Квітка (яєчник і тичинки) темно-фіолетового кольору, контрастні зелене листя. Плід — однонасінний горішок.
Плоди плавають і можуть бути розосереджені водою вздовж струмків і з птахами між водотоків. Рослина добре поширюється вегетативно кореневищами і фрагментами кореневищ, що переміщуються між невеликими озерами й струмками з птахами.

## Поширення
Глобальний діапазон поширення є невизначеним, оскільки було багато плутанини щодо видів цього роду. Недавні дослідження показують, що це найпоширеніший вид у Західній Арктиці. Це єдиний вид роду, задокументований у Гренландії й Канадському Арктичному архіпелазі. На решті американського континенту вид зростає разом з H. tetraphylla L. f. та H. vulgaris L. В арктичних районах Сибіру й Далекого сходу Росії вид також єдиний або найбільш частий вид.
Ця водна рослина обмежена мілководдями в невеликих озерах і повільних струмках. Немає переваги до хімії води, за винятком того, що цей вид рідко зустрічається в кислих водах, але часто в злегка солоній воді. Рослина добре виживає на берегах і може квітнути більш регулярно, коли пагони над водою впродовж більш тривалих періодів часу.